# 靈伍德
靈伍德（Ringwood）是英國英格蘭漢普郡的一個城鎮和民政教區。靈伍德最早出現在文獻記載是在961年。

## 友好城市
- 法國 蓬托德梅尔

## 外部連結
- Ringwood Town Council （页面存档备份，存于）